# Луандский собор
Луандский собор Святейшего Спасителя (порт. Sé Catedral de São Salvador de Luanda) — католический собор в Луанде, кафедра архиепархии Луанды. Собор располагается в Нижнем городе Луанды, на старинной улице Руа-да-Прайя. Сооружение представляет собой храм с трёхдверным входом на фасаде и двумя башнями, увенчанными барабанами с куполами.
До строительства церкви на этом же месте поочерёдно стояли две небольшие часовни — Святого Духа и Святого Тела. Церковь было решено возвести по просьбе жителей Нижнего города, поскольку все основные соборы располагались в более зажиточных верхних кварталах. Изначальная архитектура церкви включала фасад в стиле барокко с тремя дверьми с небольшими треугольными фронтонами. Церковь венчал фронтон бо́льших размеров и близкой к треугольной формы, украшенный узорами. Фасад обрамляли две высокие квадратные колокольни с шатровыми крышами. В основании церковь имела прямоугольную форму, с одним широким нефом, трансептом, центральным и вспомогательным алтарями. Строительство началось в 1655 году и завершилось освящением церкви в 1679 году. В это время она была посвящена Деве Марии (Igreja da Nossa Senhora dos Remédios). Сегодня собор также часто продолжает упоминаться под старым именем.
В 1716 году диоцез Анголы и Конго из Сан-Салвадор-ду-Конгу был перенесён в Луанду. К 1818 году состояние церкви Непорочного зачатия, где находилась архиепископская кафедра, стало настолько угрожающим, что кафедра была переведена в церковь францисканского монастыря Св. Иосифа, а оттуда в 1828 году, также из-за аварийного состояния, в церковь Девы Марии, получившей статус кафедрального собора. В 1876 году собор был закрыт, а через год в нём обрушилась кровля. В 1897 году была осуществлена реставрация, придавшая собору его современный вид — с одиночной травеей, в которую ведут все три арочных двери на фасаде, и закруглённым главным фронтоном. В период между 1876 и 1897 годами функции кафедрального собора Луанды выполняла церковь монастыря Кармельской богоматери.
В 1949 году собору присвоен статус объекта культурного достояния.